# Onthophagus phillippsorum
Onthophagus phillippsorum là một loài bọ cánh cứng trong họ Bọ hung (Scarabaeidae).